# Sensuntepeque
Sensuntepeque – miasto w północnym Salwadorze, położone w górzystej okolicy na wysokości 750 m n.p.m. Jego nazwa oznacza w języku Indian "czterysta wzgórz". Ośrodek administracyjny departamentu Cabañas. Ludność (2007): 15,4 tys. (miasto), 40,3 tys. (gmina).